# Bad (canção de David Guetta)
"Bad" (também estilizado como BAD!) é uma canção do DJ francês David Guetta, com produção da dupla holandesa Showtek, e com vocais da cantora australiana Vassy. Foi lançado como segundo single em 17 de março 2014, para o próximo álbum de estúdio de Guetta, Listen. Foi escrito e produzido por Guetta e Showtek, sendo co-escrito por Giorgio Tuinfort, Sultan & Ned Shepard, Nick Turpin, Manian e Vassy.

## Lista de faixas
Download digital
1. "Bad" – 4:30
2. "Bad" (Radio Edit) – 2:50

## Gráficos e certificações

### Paradas
| País/Parada (2014)                  | Melhor posição |
| ----------------------------------- | -------------- |
| Alemanha (Media Control Charts)     | 19             |
| Austrália (ARIA Charts)             | 5              |
| Austrália (ARIA Dance Charts)       | 1              |
| Áustria (Ö3 Austria Top 40)         | 15             |
| Bélgica (Ultratop 50 Flanders)      | 9              |
| Bélgica (Ultratop 40 Valônia)       | 6              |
| Dinamarca (Hitlisten)               | 12             |
| Escócia (OCC)                       | 8              |
| Espanha (PROMUSICAE)                | 42             |
| Eslováquia (Rádio Top 100)          | 42             |
| Eslováquia (Singles Digitál Top 50) | 6              |
| Espanha (PROMUSICAE)                | 42             |
| Finlândia (Suomen virallinen lista) | 1              |
| França (SNEP)                       | 6              |
| Hungria (Dance Top 40)              | 5              |
| Hungria (Single Top 20)             | 5              |
| Irlanda (IRMA)                      | 33             |
| Noruega (VG-lista)                  | 1              |
| Nova Zelândia (Recorded Music NZ)   | 25             |
| Países Baixos (MegaCharts)          | 13             |
| Polónia (Dance Top 50)              | 3              |
| Reino Unido (UK Dance Charts)       | 8              |
| Reino Unido (UK Singles Chart)      | 22             |
| Chéquia (Rádio Top 100)             | 49             |
| Chéquia (Singles Digital Top 100)   | 2              |
| Suécia (Sverigetopplistan)          | 2              |
| Suíça (Schweizer Hitparade)         | 28             |

### Certificações
| Austrália (ARIA) | Platina | 70.000^ |
| Dinamarca (IFPI Dinamarca)                                                                                           | Ouro    | 15.000^ |
| ^Valores enviados com base em certificação individual xNúmeros não especificados com base em certificação individual |         |         |

 
|}